# Уилкокс, Элла
Э́лла Уи́лер Уи́лкокс (англ. Ella Wheeler Wilcox) 5 ноября 1850 года, Джонстаун, Висконсин, США — 30 октября 1919 года, Бранфорд, Коннектикут, США) американская поэтесса.

## Биография
Элла Уилер Уилкокс родилась в 1850 году в семье учителя музыки. Была младшей из четырёх детей. Начала писать стихи в 8 лет. Её первые статьи были опубликованы, когда ей было 14 лет. Училась в  Университете Висконсина.
В её наиболее фундаментальной работе «The Way Of The World» прозвучала известная английская пословица «Смейся — и весь мир будет смеяться вместе с тобой, плачь и ты будешь плакать в одиночестве» (англ. «Laugh, and the world laughs with you; / Weep, and you weep alone»).
В 1991 году вышел фильм Оливера Стоуна под названием «Джон Ф. Кеннеди. Выстрелы в Далласе» — история об убийстве Джона Кеннеди. В качестве эпиграфа режиссёр использовал фразу Эллы Уилкокс: «Грешат молчанием в свой протеста час лишь трусы из людей» (англ. «To sin by silence when we should protest makes cowards out of men»).